# Ant Hill
Der Ant Hill ist ein 1310 m hoher Hügel im ostantarktischen Viktorialand. Er ragt in der Worcester Range steil an der Westflanke des Skelton-Gletschers zwischen dem Ant-Hill-Gletscher und dem Dilemma-Gletscher auf.
Die neuseeländische Gruppe der Commonwealth Trans-Antarctic Expedition (1955–1958) erkundete ihn im Jahr 1957. Namensgebend ist die von ihr entdeckte Antiklinale in einem Felsvorsprung unterhalb des Hügels.